# Garson Kanin

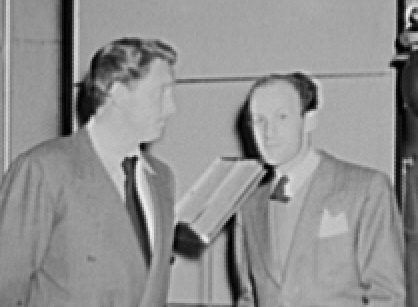
Garson Kanin (rechts) mit Spencer Tracy. Foto aus dem Jahre 1942.

Garson Kanin (* 24. November 1912 in Rochester (New York); † 13. März 1999 in New York) war ein US-amerikanischer Autor von Broadway-Stücken und Drehbüchern. Daneben hat er auch als Bühnenschauspieler sowie als Theater- und Filmregisseur gearbeitet.

## Leben und Wirken
Kanin, der von seinen Freunden „Jasper“ genannt wurde, brach während der Weltwirtschaftskrise die High School ab, um seine Familie als Musiker und später als Komiker zu unterstützen. 1932/33 studierte er an der American Academy of Dramatic Arts in New York. Danach arbeitete er am Broadway kurze Zeit als Darsteller und errang dann eine Assistentenstelle beim Broadway-Regisseur George Abbott. 1937 ging er nach Hollywood. Nach einem kurzen Engagement bei MGM wechselte Kanin zu RKO Pictures. Bei RKO führte Kanin bis 1941 in sieben Filmen Regie, von denen die mit Ginger Rogers und David Niven besetzte Liebeskomödie Die Findelmutter aus dem Jahr 1939 zu den finanzielle erfolgreichsten Produktionen zählte. Vereinzelt schrieb er auch Drehbücher, in den Filmtiteln wurde er als Autor jedoch nicht erwähnt.
Unter den Bedingungen des Studiosystems hatte Kanin nur geringe Kontrolle über seine Filme und war darüber zunehmend frustriert. Während des Zweiten Weltkrieges inszenierte er für die amerikanische Militärbehörden mehrere Dokumentarfilme, von denen The True Glory 1945 einen Oscar errang. Für Columbia Pictures schrieb Kanin ungenannt am Drehbuch zu der erfolgreichen Liebeskomödie Immer mehr, immer fröhlicher von 1943 mit Jean Arthur mit.
Nach dem Ende des Krieges begann Kanin auch Stücke für den Broadway zu schreiben, in denen er bis 1974 – ebenso wie in Stücken anderer Autoren – häufig selbst Regie führte. 1947 begann er daneben, als freier Mitarbeiter Drehbücher für verschiedene Filmgesellschaften zu schreiben, von denen Ehekrieg mit Spencer Tracy und Katharine Hepburn aus dem Jahre 1949 und Die ist nicht von gestern  von 1950 mit Judy Holliday die erfolgreichsten waren. Regie führte bei beiden Filmen George Cukor, mit dem er in den 1950er-Jahren noch mehrfach zusammenarbeiten sollte. Für das Drehbuch zu Die ist nicht von gestern, das auf seinem eigenen Bühnenstück basiert, erhielt Kanin von Columbia Pictures für die Filmrechte ein Honorar in der damaligen Rekordhöhe von einer Million Dollar.
Garson Kanin war ab 1942 mit der Schauspielerin und Autorin Ruth Gordon verheiratet, mit der er häufig gemeinsam Drehbücher verfasste. Nach deren Tod im Jahre 1985 heiratete Kanin 1990 die Bühnendarstellerin Marian Seldes. Garson Kanin und Ruth Gordon waren eng mit Katharine Hepburn und später auch mit Spencer Tracy befreundet und schrieben gemeinsam die Drehbücher zu deren Filmen Ehekrieg und Pat und Mike.
Garson Kanins Bruder Michael Kanin war ebenfalls Drehbuchautor.

## Filmografie (Auswahl)
Drehbuch
- 1939: The Great Man Votes
- 1939: Die Findelmutter (Bachelor Mother)
- 1940: Meine Lieblingsfrau (My Favorite Wife)
- 1943: Immer mehr, immer fröhlicher (The More the Merrier)
- 1945: The True Glory
- 1946: Morgen und alle Tage (From this Day Forward)
- 1947: Ein Doppelleben (A Double Life)
- 1949: Ehekrieg (Adam’s Rib)
- 1950: Die ist nicht von gestern (Born Yesterday)
- 1952: Happy-End … und was kommt dann? (The Marrying Kind)
- 1952: Pat und Mike (Pat and Mike)
- 1954: Die unglaubliche Geschichte der Gladys Glover (It Should Happen to You)
- 1956: The Girl Can’t Help It
- 1960: Zwei in einem Zimmer (The Rat Race)
- 1966: Nicht so schnell, mein Junge (Walk Don’t Run)

Regie
- 1938: A Man to Remember
- 1938: Next Time I Marry
- 1939: The Great Man Votes
- 1939: Die Findelmutter (Bachelor Mother)
- 1940: Meine Lieblingsfrau (My Favorite Wife)
- 1940: They Knew What They Wanted
- 1941: Tom, Dick und Harry (Tom, Dick and Harry)
- 1945: The True Glory

## Bühnenstücke
- 1946: Born Yesterday
- 1949: The Smile of the World
- 1949: The Rat Race
- 1950: The Live Wire
- 1960: Do Re Mi
- 1962: A gift of time. A drama in two acts, adapted from Death of a man by Lael Tucker Wertenbaker.
- 1962: Come on Strong

## Auszeichnungen und Nominierungen
Filmpreise
- 1946: Oscar für den besten Dokumentarfilm für The True Glory (1945)
- 1948: Oscar-Nominierung für Ein Doppelleben (1947)
- 1950: Nominierung für den WGA Award der Writers Guild of America für Ehekrieg (1949)
- 1951: Oscar-Nominierung für Ehekrieg (1949)
- 1951: Nominierung für den WGA Award der Writers Guild of America für Ehekrieg (1949)
- 1953: Oscar-Nominierung für Pat und Mike (1952)
- 1953: Nominierung für den WGA Award der Writers Guild of America für Pat und Mike (1952)
- 1953: Nominierung für den WGA Award der Writers Guild of America für Happy-End … und was kommt dann? (1952)
- 1955: Nominierung für den WGA Award der Writers Guild of America für Die unglaubliche Geschichte der Gladys Glover (1954)
- 1989: Valentine Davies Award der Writers Guild of America

Bühnenpreise
- 1956: Nominierung für den Tony Award für seine Regie im Theaterstück Das Tagebuch der Anne Frank
- 1961: Nominierung für den Tony Award für Buch und Regie im Musical Do Re Mi